# A velencei kalmár (film, 2004)
A velencei kalmár (eredeti címén: The Merchant of Venice) 2004-ben bemutatott filmdráma Michael Radford rendezésében. A film William Shakespeare angol drámaíró 16. századi azonos című művének feldolgozása. A főszerepekben Al Pacino (Shylock), Jeremy Irons (Antonio), Joseph Fiennes (Bassanio) és Lynn Collins (Portia) látható.

## Szereposztás
| Szerep   | Színész             | Magyar hang      |
| -------- | ------------------- | ---------------- |
| Shylock  | Al Pacino           | Végvári Tamás    |
| Antonio  | Jeremy Irons        | Hegedűs D. Géza  |
| Bassanio | Joseph Fiennes      | Viczián Ottó     |
| Portia   | Lynn Collins        | Ruttkay Laura    |
| Gratiano | Kris Marshall       | Szabó Győző      |
| Nerissa  | Heather Goldenhersh | Peller Anna      |
| Lorenzo  | Charlie Cox         | Damu Roland      |
| Jessica  | Zuleikha Robinson   | Hámori Gabriella |